# とくしま動物園
とくしま動物園（とくしまどうぶつえん）は、徳島県徳島市にある動物園。徳島市総合動植物公園の施設の一つである。

## 概要
1957年（昭和32年）開園した市立動物園（徳島市中徳島町二丁目）を1997年に閉鎖し、1998年4月、徳島市総合動植物公園の中に四国最大級の動物園として開園した。
園内は、5つのエリアに分かれており温帯区、熱帯区、サバンナ区、寒帯区、こども動物園に分かれている。教育の場として動物園センターを開設している。
2013年12月、入場者数がのべ400万人を超える。
2018年4月、ネーミングライツが導入され、「とくしま動物園北島建設の森」となる。
2023年4月、ネーミングライツの更新で、「とくしま動物園 STELLA PRESCHOOL ANIMAL KINGDOM」となる。

## 主な展示
- アンデスコンドル - 動物園のシンボル的存在
- ホッキョクグマ - バーレー（メス）が日本4位の27歳8カ月の長寿を記録した[3][4]。円山動物園の「ポロロ」の借り受け期間が2025年まで2年間延長された[5]。
- レッサーパンダ - 2024年4月時点で1頭飼育されている。[6]。
- コツメカワウソ - 2011年に「すいすいプール」というプールが整備された。アルファベットの「L」を上下逆さまにした形状で、正面と頭上から泳ぐ姿を間近で観察できる[7]。2023年12月時点で「てまり」と「そぼろ」の2頭が飼育されている[8]。
- ライオン - 2023年11月時点で「レオ」「ムーン」とその子供2頭が飼育されている[9]。
- カピバラ - 2022年4月時点で96頭が飼育され日本の動物園で飼育されている個体数としては最も多い[10]。2024年5月時点でキリンの導入に伴い展示されているカピバラは30頭程度となった。
- ミーアキャット - 2019年にクラウドファウンディングにより巣穴の中をガラス越しに観察できる新しい飼育場が完成[11]。
- フラミンゴ - 2019年に新飼育場がオープン[12]。
- ピューマ - 2019年時点で「マーコ」「ロック」の2頭が飼育されている[13]。

## 施設情報
- 開園時刻：午前9:30-午後4:30（入園は午後4時まで）
  - 夜の動物園を行うことがある[14]。
- 休園日：毎週月曜日（月曜が祝日の場合は翌日）、年末年始（12月29日-1月1日）
- 入園料：大人600円（中学生以下は無料） 
  - 年間パスポート：1500円で1年間入園可能）
  - 団体割引：有料入園者30人以上
- 売店・レストラン(2023年4月より木曜定休)

## 交通
- 徳島バス渋野線「とくしま動物園」下車すぐ。